# 神明神社 (朝霞市)
神明神社（しんめいじんじゃ）は、埼玉県朝霞市の神社。

## 歴史
創建年代は不明である。ただ別当寺の富善寺は、江戸時代の領主富永氏が深く関わっていることから、その頃には既に存在していたものと推測される。かつては現在地から3キロメートル西北西の同市朝志ヶ丘の「村山クリニック」のあたりに位置していたが、ある時期に現在地に移転した。
明治初期、近代社格制度に基づく「村社」に列せられたが、1907年（明治40年）の神社合祀により、浜崎氷川神社に合祀されてしまった。氏子たちは再興を強く願っており、1956年（昭和31年）にようやく復祀された。

## 交通アクセス
- 路線バス花の木停留所より徒歩4分。